# National Medal of Science
De National Medal of Science is een onderscheiding die sinds 1959 door de president van de Verenigde Staten wordt uitgereikt. Het is de hoogste wetenschapsonderscheiding in de Verenigde Staten. Deze wordt uitgereikt aan personen die een belangrijke innovatieve bijdrage hebben geleverd op het gebied van gedrags- en sociale wetenschappen, biologie, scheikunde, techniek, wiskunde en natuurkunde. De uit twaalf leden bestaande presidentiële commissie voor de National Medal of Science is  verantwoordelijk voor het selecteren van de winnaars en wordt beheerd door de National Science Foundation (NSF). Kandidaten moeten Amerikaanse staatsburgers zijn of permanente inwoners die het Amerikaanse staatsburgerschap aanvragen. Tot 2017 waren 506 personen met deze prijs onderscheiden.

## Prijswinnaars

### 1962 - 1970
- 1962: Theodore von Kármán
- 1963: Luis Alvarez, Vannevar Bush, Cornelis van Niel, John R. Pierce, Norbert Wiener
- 1964: Roger Adams, Othmar Ammann, Theodosius Dobzhansky, Charles Stark Draper, Solomon Lefschetz, Neal Elgar Miller, Harold Calvin Marston Morse, Marshall Warren Nirenberg, Julian Schwinger, Harold Urey, Robert Burns Woodward
- 1965: John Bardeen, Peter Debye, Hugh Latimer Dryden, Clarence Johnson, Leon Max Lederman, Warren K. Lewis, Francis Peyton Rous, William Walden Rubey, George Gaylord Simpson, Donald D. Van Slyke, Oscar Zariski
- 1966: Jacob Bjerknes, Subramanyan Chandrasekhar, Henry Eyring, Edward Knipling, Fritz Albert Lipmann, John Willard Milnor, William C. Rose, Claude Elwood Shannon, John van Vleck, Sewall Wright, Vladimir Zworykin
- 1967: Jesse Beams, Albert Francis Birch, Gregory Breit, Paul Cohen, Kenneth Stewart Cole, Louis Plack Hammett, Harry Harlow, Michael Heidelberger, George Bogdan Kistiakowsky, Edwin Herbert Land, Igor Ivanovitsj Sikorsky, Alfred Sturtevant
- 1968: Horace Albert Barker, Paul D. Bartlett, Bernard Brodie, Detlev Bronk, John Presper Eckert, Herbert Friedman, Jay Lush, Nathan M. Newmark, Jerzy Neyman, Lars Onsager, Burrhus Frederic Skinner, Eugene Paul Wigner
- 1969: Herbert Charles Brown, William Feller, Robert J. Huebner, Jack Kilby, Ernst Mayr, Wolfgang Panofsky
- 1970: Richard Brauer, Robert Henry Dicke, Barbara McClintock, George Mueller, Albert Sabin, Allan Sandage, John C. Slater, John Archibald Wheeler, Saul Winstein

### 1971 - 1980
- 1973: Daniel I. Arnon, Carl Djerassi, Harold Eugene Edgerton, Maurice Ewing, Arie Jan Haagen-Smit, Vladimir Haensel, Frederick Seitz, Earl Wilbur Sutherland Jr., John Tukey, Richard Whitcomb, Robert R. Wilson
- 1974: Nicolaas Bloembergen, Britton Chance, Erwin Chargaff, Paul Flory, William Alfred Fowler, Kurt Gödel, Rudolf Kompfner, James V. Neel, Linus Carl Pauling, Ralph Brazelton Peck, Kenneth Pitzer, James Augustine Shannon, Abel Wolman, Chien-Shiung Wu
- 1975: John Warner Backus, Manson Benedict, Hans Bethe, Wernher von Braun, Shiing-Shen Chern, George Dantzig, Hallowell Davis, Paul Gyorgy, Sterling Hendricks, Joseph O. Hirschfelder, William Hayward Pickering, Lewis Hastings Sarett, Frederick Terman, Orville Vogel, E. Bright Wilson
- 1976: Morris Cohen, Kurt Friedrichs, Peter Carl Goldmark, Samuel Abraham Goudsmit, Roger Guillemin, Herbert S. Gutowsky, Erwin Wilhelm Müller, Keith R. Porter, Efraim Racker, Frederick D. Rossini, Verner Suomi, Henry Taube, George Eugene Uhlenbeck, Hassler Whitney, Edward Osborne Wilson
- 1979: Robert H. Burris, Elizabeth C. Crosby, Joseph Doob, Richard Feynman, Donald Ervin Knuth, Arthur Kornberg, Emmett N. Leith, Hermann F. Mark, Raymond D. Mindlin, Robert Noyce, Severo Ochoa, Earl R. Parker, Edward Mills Purcell, Simon Ramo, John H. Sinfelt, Lyman Spitzer, Earl Reece Stadtman, George Ledyard Stebbins, Paul Alfred Weiss, Victor Weisskopf

### 1981 - 1990
- 1981: Philip Handler
- 1982: Philip W. Anderson, Seymour Benzer, Glenn W. Burton, Mildred Cohn, F. Albert Cotton, Ed Heinemann, Donald L. Katz, Yōichirō Nambu, Marshall Harvey Stone, Gilbert Stork, Edward Teller, Charles H. Townes
- 1983: Howard L. Bachrach, Paul Berg, Margaret Burbidge, Maurice Goldhaber, Hermann Heine Goldstine, William Hewlett, Roald Hoffmann, Helmut E. Landsberg, George Low, Walter Munk, George C. Pimentel, Frederick Reines, Wendell L. Roelofs, Bruno Rossi, Berta Scharrer, Robert Schrieffer, Isadore M. Singer, John G. Trump, Richard N. Zare
- 1986: Solomon J. Buchsbaum, Stanley Cohen, Horace R. Crane, Herman Feshbach, Harry Gray, Donald Henderson, Robert Hofstadter, Peter Lax, Yuan T. Lee, Hans Wolfgang Liepmann, Tung-Yen Lin, Carl S. Marvel, Vernon Mountcastle, Bernard M. Oliver, George Emil Palade, Herbert Simon, Joan Steitz, Frank Westheimer, Chen Ning Yang, Antoni Zygmund
- 1987: Philip Hauge Abelson, Anne Anastasi, Robert B. Bird, Raoul Bott, Michael Ellis DeBakey, Theodor Diener, Harry Eagle, Walter Elsasser, Michael Freedman, William Summer Johnson, Har Gobind Khorana, Paul Christian Lauterbur, Rita Levi-Montalcini, George Pake, H. Bolton Seed, George Stigler, Walter H. Stockmayer, Max Tishler, James van Allen, Ernst Weber
- 1988: William O. Baker, Konrad Bloch, David Allan Bromley, Michael Stuart Brown, Paul Chu, Stanley Norman Cohen, Elias James Corey Jr., Daniel C. Drucker, Milton Friedman, Joseph Leonard Goldstein, Ralph Gomory, Willis Hawkins, Maurice Hilleman, George W. Housner, Eric R. Kandel, Joseph B. Keller, Walter Kohn, Norman Ramsey, Jack Steinberger, Rosalyn Sussman Yalow

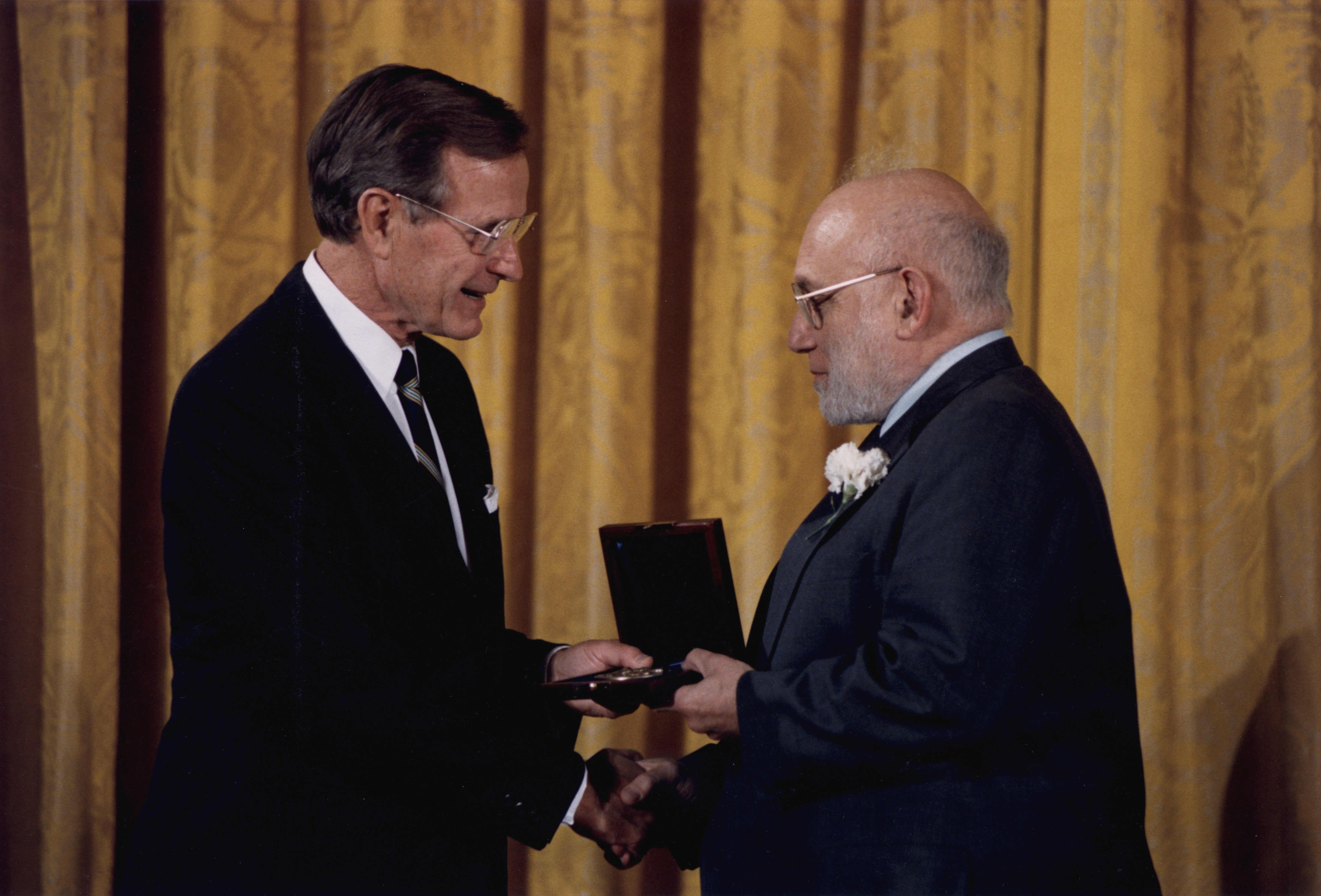
Joshua Lederberg (rechts) krijgt de National Medal of Science van president George H.W. Bush

- 1989: Arnold Orville Beckman, Richard B. Bernstein, Melvin Calvin, Harry George Drickamer, Katherine Esau, Herbert Grier, Viktor Hamburger, Samuel Karlin, Philip Leder, Joshua Lederberg, Saunders Mac Lane, Rudolph Arthur Marcus, Harden M. McConnell, Eugene N. Parker, Robert P. Sharp, Donald Spencer, Roger Sperry, Henry Stommel, Harland G. Wood
- 1990: Baruj Benacerraf, Elkan R. Blout, Herbert W. Boyer, George F. Carrier, Allan McLeod Cormack, Mildred Dresselhaus, Karl A. Folkers, Nick Holonyak, Leonid Hurwicz, Stephen Cole Kleene, Daniel E. Koshland, Edward B. Lewis, John McCarthy, Edwin Mattison McMillan, David G. Nathan, Robert Pound, Roger Revelle, John D. Roberts, Patrick Suppes, Edward Donnall Thomas

### 1991 - 2000
- 1991: Mary Ellen Avery, Ronald Breslow, Alberto Calderón, Gertrude Belle Elion, George H. Heilmeier, Dudley R. Herschbach, George Evelyn Hutchinson, Elvin A. Kabat, Robert W. Kates, Luna Bergere Leopold, Salvador Edward Luria, Paul A. Marks, George A. Miller, Arthur Schawlow, Glenn Seaborg, Folke K. Skoog, Guyford Stever, Edward C. Stone, Steven Weinberg, Paul Charles Zamecnik
- 1992: Eleanor J. Gibson, Allen Newell, Calvin Quate, Eugene Shoemaker, Howard E. Simmons, Maxine F. Singer, Howard Martin Temin, John Roy Whinnery
- 1993: Alfred Y. Cho, Donald Cram, Val Fitch, Salome Gluecksohn-Waelsch, Norman Hackerman, Martin Kruskal, Daniel Nathans, Vera Rubin
- 1994: Ray W. Clough, John Cocke, Thomas Eisner, George S. Hammond, Robert King Merton, Elizabeth F. Neufeld, Albert Overhauser, Frank Press
- 1995: Thomas Cech, Hans Georg Dehmelt, Peter Goldreich, Hermann A. Haus, Isabella L. Karle, Louis Nirenberg, Alexander Rich, Roger Shepard
- 1996: Wallace Broecker, Norman Davidson, James L. Flanagan, Richard M. Karp, Kumar Patel, Ruth Patrick, Paul Samuelson, Stephen Smale
- 1997: William K. Estes, Darleane C. Hoffman, Harold S. Johnston, Marshall Rosenbluth, Martin Schwarzschild, James Watson, Robert Allan Weinberg, George Wetherill, Shing-Tung Yau
- 1998: Bruce Ames, Don L. Anderson, John Bahcall, John W. Cahn, Cathleen Synge Morawetz, Janet Rowley, Eli Ruckenstein, George Whitesides, William Julius Wilson
- 1999: David Baltimore, Felix Browder, Ronald Coifman, James Cronin, Jared Diamond, Leo Kadanoff, Lynn Margulis, Stuart A. Rice, John Ross, Susan Solomon, Robert M. Solow, Kenneth N. Stevens
- 2000: Nancy C. Andreasen, John D. Baldeschwieler, Gary Becker, Yuan-Cheng B. Fung, Ralph Hirschmann, Willis Lamb, Jeremiah P. Ostriker, Peter Raven, John Griggs Thompson, Karen Uhlenbeck, Gilbert Fowler White, Carl Woese

### 2001 - 2010
- 2001: Andreas Acrivos, Francisco Ayala, George Fletcher Bass, Mario Capecchi, Marvin Cohen, Ernest R. Davidson, Raymond Davis Jr., Ann M. Graybiel, Charles David Keeling, Gene Likens, Victor Almon McKusick, C.R. Rao, Gábor A. Somorjai, Elias Stein, Harold E. Varmus

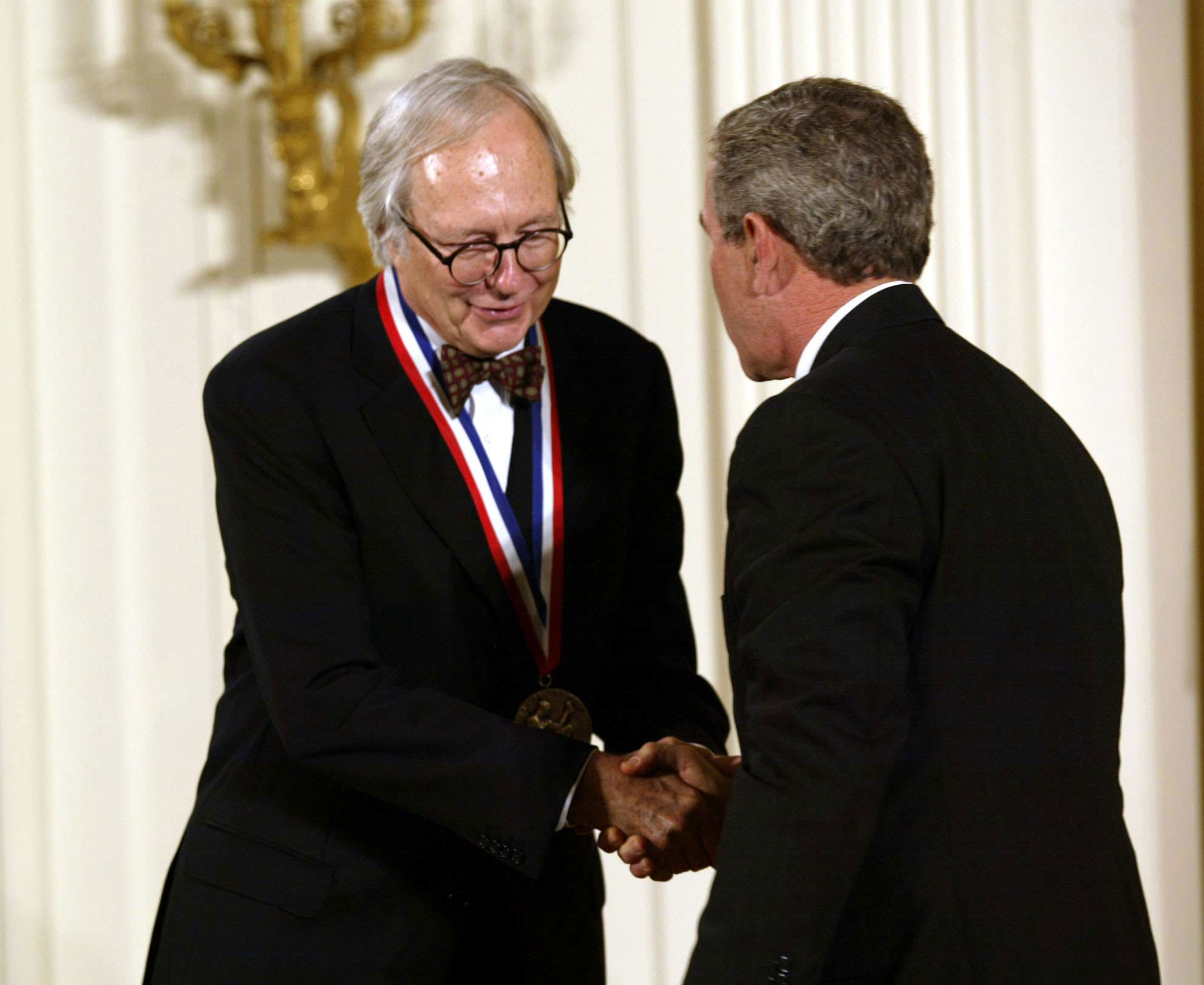
James E. Darnell krijgt de National Medal of Science van president George W. Bush

- 2002: Leo Leroy Beranek, John I. Brauman, James E. Darnell, Richard Garwin, James Glimm, Jason Morgan, Evelyn M. Witkin, Edward Witten
- 2003: John Michael Bishop, Brent Dalrymple, Carl R. de Boor, Riccardo Giacconi, Duncan Luce, John M. Prausnitz, Solomon H. Snyder, Charles Yanofsky
- 2004: Kenneth Arrow, Norman Borlaug, Robert N. Clayton, Edwin N. Lightfoot, Stephen Lippard, Phillip Allen Sharp, Thomas E. Starzl, Dennis Sullivan
- 2005: Jan D. Achenbach, Ralph Alpher, Gordon H. Bower, Bradley Efron, Anthony Fauci, Tobin Marks, Lonnie G. Thompson, Torsten N. Wiesel
- 2006: Hyman Bass, Marvin Caruthers, Rita R. Colwell, Peter Dervan, Nina V. Fedoroff, Daniel Kleppner, Robert Langer, Lubert Stryer
- 2007: Faye Ajzenberg-Selove, Mostafa El-Sayed, Leonard Kleinrock, Robert Lefkowitz, Bert O'Malley, Charles P. Slichter, Andrew Viterbi, David Wineland
- 2008: Bernie Alder, Francis Collins, Joanna Fowler, Elaine Fuchs, James E. Gunn, Rudolf Emil Kálmán, Michael Posner, JoAnne Stubbe, Craig Venter
- 2009: Yakir Aharonov, Stephen Benkovic, Esther M. Conwell, Marye Anne Fox, Susan Lindquist, Mortimer Mishkin, David Bryant Mumford, Stanley B. Prusiner, Warren M. Washington, Amnon Yariv
- 2010: Jacqueline K. Barton, Ralph L. Brinster, Shu Chien, Rudolf Jaenisch, Peter J. Stang, Richard A. Tapia, S.R. Srinivasa Varadhan

### 2011 - 2020
- 2011 Allen J. Bard, Sallie Chisholm, Sidney Drell, Sandra Faber, Sylvester James Gates, Solomon W. Golomb, John B. Goodenough, Frederick Hawthorne, Leroy Hood, Barry Mazur, Lucy Shapiro, Anne Treisman[2]
- 2012 Bruce Alberts, Robert Axelrod, May Berenbaum, David Blackwell (postuum), Alexandre Chorin, Thomas Kailath, Judith P. Klinman, Jerrold Meinwald, Burton Richter, Sean Solomon
- 2013 Michael Artin, Rakesh K. Jain, Geraldine Richmond
- 2014 A. Paul Alivisatos, Albert Bandura, Stanley Falkow, Shirley Ann Jackson, Mary-Claire King, Simon Levin